# Кожевников, Кирилл Ярославович
Кирилл Ярославович Кожевников (род. 26 января 1999, Нижневартовск) — российский хоккеист, нападающий «Авангарда».

## Статистика
*- Сезон не окончен.
**- подписал контракт с «Адмиралом», но так и не вышел на лед в составе дальневосточников.